# Kazuyasu Minobe
Kazuyasu Minobe (japanisch 和靖 見延, Minobe Kazuyasu; * 15. Juli 1987 in Echizen) ist ein japanischer Degenfechter und Olympiasieger.

## Erfolge
Kazuyasu Minobe gab 2008 sein internationales Debüt beim Weltcup in Montreal. Zwei Jahre darauf  belegte er mit der japanischen Mannschaft bei den Asienspielen in Guangzhou den dritten Platz und gewann damit die Bronzemedaille. 2012 wurde er in der Mannschaftskonkurrenz in Wakayama auch Dritter bei den Asienmeisterschaften. Im Mannschaftswettbewerb sicherte sich der Linkshänder bei den Asienspielen in Incheon mit Silber einen weiteren Medaillengewinn. 2014 in Suwon, 2015 in Singapur und 2017 in Hongkong gewann Minobe mit der Mannschaft jeweils Bronze, 2016 wurde er in Wuxi mit ihr Asienmeister. Darüber hinaus wurde er 2015 und 2016 im Einzel jeweils Dritter. 2018 war er bei den Asienspielen in Jakarta mit der Mannschaft erneut erfolgreich: er gewann mit Masaru Yamada, Kōki Kanō und Satoru Uyama nach Siegen gegen die Mannschaften aus Usbekistan, Kasachstan und abschließend auch China die Goldmedaille. Die Asienmeisterschaften 2019 in Chiba schloss Yamada im Mannschaftswettbewerb – wieder mit Masaru Yamada, Kōki Kanō und Satoru Uyama – auf dem Bronzerang ab.
Sein Olympiadebüt gab Minobe 2016 in Rio de Janeiro, wo er in der Einzelkonkurrenz zunächst Marco Fichera aus Italien mit 15:8 und anschließend auch den Russen Anton Awdejew mit 15:12 besiegte. Im Viertelfinale schied er schließlich gegen den Franzosen Gauthier Grumier mit 8:15 aus. Bei den 2021 ausgetragenen Olympischen Spielen 2020 in Tokio war Minobe als Athlet des Gastgeberlandes für den Einzelwettbewerb qualifiziert. Er besiegte in seinem Auftaktduell den Tschechen Jakub Jurka mit 15:14, schied dann aber gegen den Südkoreaner Park Sang-young im Achtelfinale mit 6:15 aus. In der Mannschaftskonkurrenz bildete Minobe einmal mehr mit Masaru Yamada, Kōki Kanō und Satoru Uyama ein Team. Mit 45:44 setzten sie sich knapp in der ersten Runde gegen die französische Équipe durch, ehe gegen Südkorea im Halbfinale mit 45:38 ein etwas deutlicherer Sieg folgte. Im Duell um die Goldmedaille trafen die Japaner auf die unter dem Namen „ROC“ antretende russische Mannschaft. Dank eines 45:36-Erfolges wurden Minobe, Yamada, Kanō und Uyama Olympiasieger. Im Jahr darauf belegte er bei den Weltmeisterschaften in Kairo im Einzel den zweiten und mit der Mannschaft den dritten Platz. Bei den Olympischen Spielen 2024 in Paris erreichte Minobe im Einzel das Achtelfinale, in dem er mit 11:15 an Yannick Borel aus Frankreich scheiterte. Im Mannschaftswettbewerb bezwang er gemeinsam mit Kōki Kanō, Akira Komata und Masaru Yamada im ersten Gefecht Venezuela mit 39:33. Auch das Halbfinale gegen Tschechien wurde mit 45:37 gewonnen, sodass die Japaner ins Finale gegen Ungarn einzogen. Mit 25:26 unterlagen sie der ungarischen Équipe knapp und gewannen damit die Silbermedaille.
Minobe studierte Politikwissenschaften an der Hōsei-Universität in Tokio.